# Liobius mimus
Liobius mimus är en mångfotingart som beskrevs av Chamberlin och Stanley B. Mulaik 1940. Liobius mimus ingår i släktet Liobius och familjen stenkrypare. Inga underarter finns listade i Catalogue of Life.